# Konzum

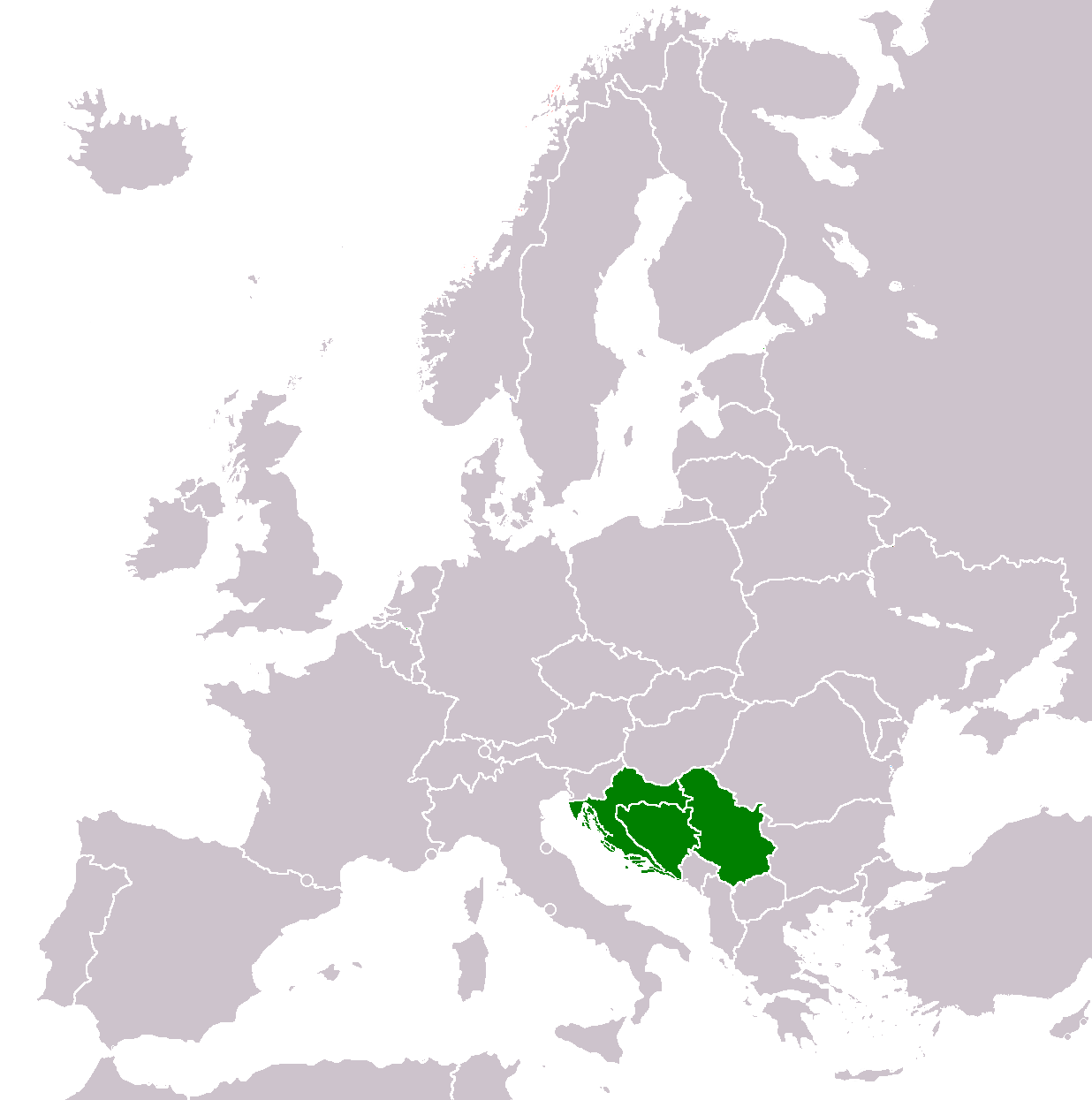
Карта території діяльності

Конзум плюс д. о. о. (хорв. Konzum plus d.o.o.), до 1 квітня 2019 року — Конзум д. д. (хорв. Konzum d.d.) — найбільша хорватська роздрібна торговельна мережа, частка якої на хорватському ринку становить близько 30%. 2007 року була другою за величиною компанією Хорватії після «INA» за загальним доходом. Після впровадження в компанії «Агрокор» зовнішнього управління «Konzum» перейшов під управління «Fortenova Group».
Налічує понад 12,7 тис. працівників у Хорватії і понад 700 магазинів у Хорватії. У мережі щодня скуповується понад 650 000 споживачів (2012). Сукупний дохід у 2011 році становив 13,359 млрд. кун. Акції колишньої компанії «Konzum d.d.» під позначенням KNZM-R-A котувалися в числі публічних акціонерних товариств Загребської фондової біржі в липні 2003 року, але станом на 26 вересня 2013 року більше не котуються на біржі, а торгівля акціями стала неможлива.

## Історія
1957 року «Konzum» відкрив свій перший магазин самообслуговування у Загребі. 1970 року шляхом об'єднання чотирьох роздрібних торговельних мереж «Črnomerec», «Konzum», «Moslavka» і «Slavonija» засновано «Unikonzum». Відтоді вона переросла в найбільшу хорватську мережу супермаркетів, яка особливо розрослася після того, як Хорватія розірвала з колишньою Югославією. У липні 1994 «Конзум» увійшов у концерн «Agrokor».
1995 року мережа змінила назву з «Unikonzum» на «Konzum», відбулася реструктуризація бізнесу, запроваджено застосунок «EPOS». У грудні того ж року відкрито перший супермаркет «Super Konzum» на перехресті вулиць Вуковарської та Донє Светице в Загребі. 1996 року мережа переобладнала магазини та модернізувала свій імідж у співпраці з консультантами. 1997 року відкрито перший магазин знижок під назвою «PIN» (хорв. plati i nosi «плати й неси», вираз відповідає англ. cash & carry).
2000 року мережа поширилася за межі Загреба на всю Хорватію: її магазини з'явилися у Пулі, на Цриквеницькій рів'єрі, у Спліті, Б'єловарі, Вараждині, Карловаці. Відкрився логістично-дистриб'юторський центр у Загребі — найбільший у цій частині Європи. 2001 року представлено приватний бренд «K Plus», відкрилися 4 торговельні заклади під назвою «Super Konzum»: 2 — в Загребі і по одному у Поречі і Спліті. 2002 року запроваджено програму лояльності, дальше розширення мережі відбувалося з прицілом на Далмацію, відкрився «Super Konzum» в Рієці. Того ж року «Konzum» завершив придбання третьої за величиною торговельної мережі продуктів харчування Хорватії «Alastor». 2003 року досягнуто збільшення товарообігу на 45% та інтенсивного розширення загальної площі продажів до 70 торгових точок, відкрито магазини «Konzum Maxi» у Сопоті і Кутині та «Super Konzum» у Славонському Броді та Ястребарську. Загальна чисельність працівників зросла з 5000 у 2002 році до 7000 у 2003 році. Цього ж року представлено новий бренд «VELPRO» в сегменті оптового бізнесу. 2004 року «Konzum» досягає динамічного росту своєї торговельної мережі, яка збільшується на понад 20 000 м². Відбувається придбання регіональних торговельних компаній: однієї з Осієка, однієї з Дубровника і однієї з Горського Котару. Запроваджується нова візуальна ідентичність за зразками найвищих стандартів роздрібної торгівлі. 2005 року відкриваються магазини по всій Хорватії. Наприкінці 2006 року відкрився найбільший магазин «Konzum» у Хорватії — Super Konzum Tower Center у Рієці, що має 5877 м² торгової площі та пропонує понад 40 000 найменувань. 2007 відкривається 67 нових торгових точок. Започатковується проєкт «Повернемо дітей на ігрові майданчики». 2010 року продовжено інвестування у нові торгові приміщення, відкрито 40 нових торгових точок, 4 з яких — магазини «Super Konzum» найбільшого формату. Уперше у торговельних закладах мережі введено послугу оплати комунальних рахунків.

## K Plus
«K Плюс» — бренд «Konzum», під яким пропонується асортимент продуктів харчування та побутових товарів за більш доступними цінами. 

## Магазини

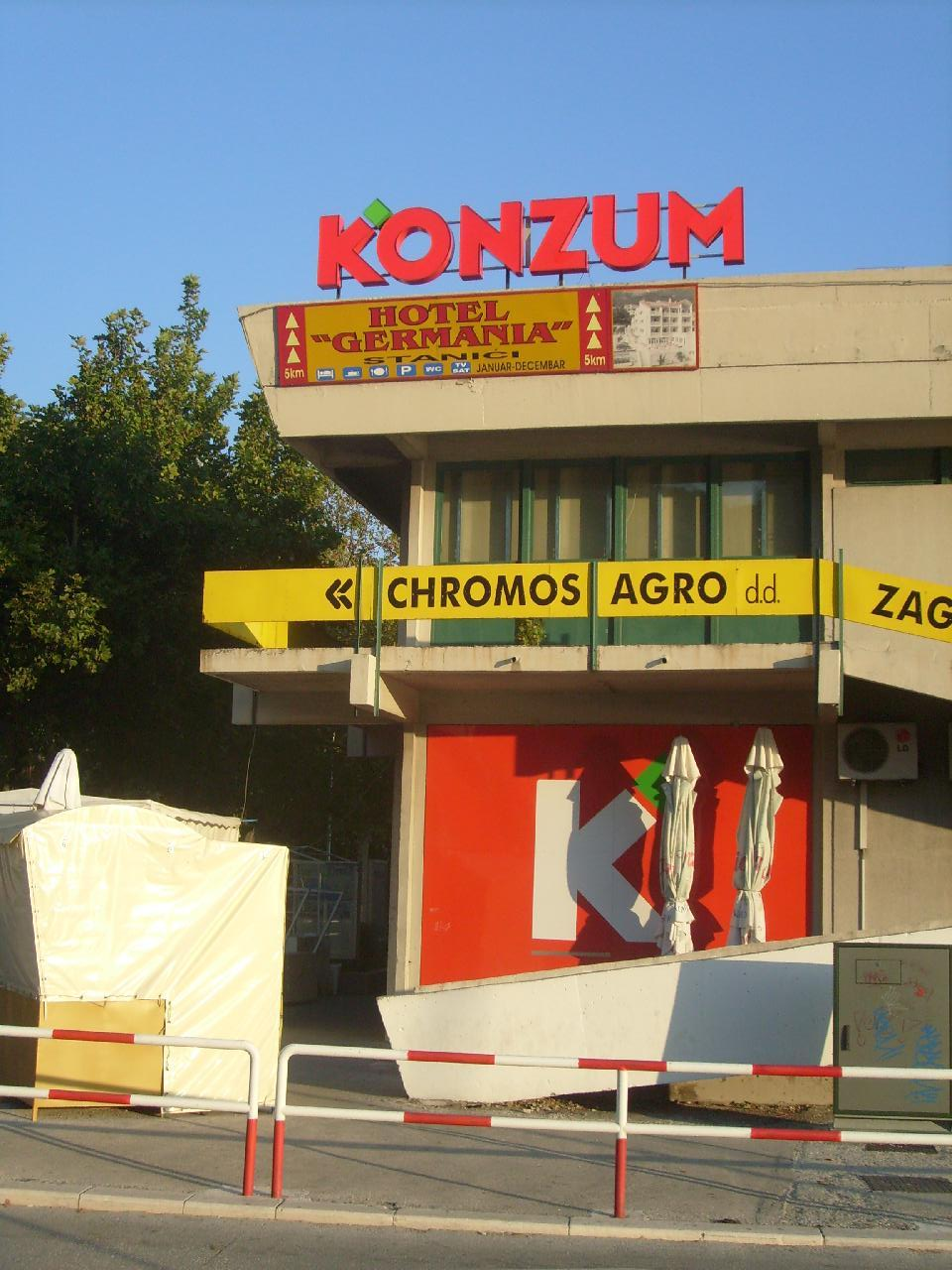
«Konzum» в Оміші

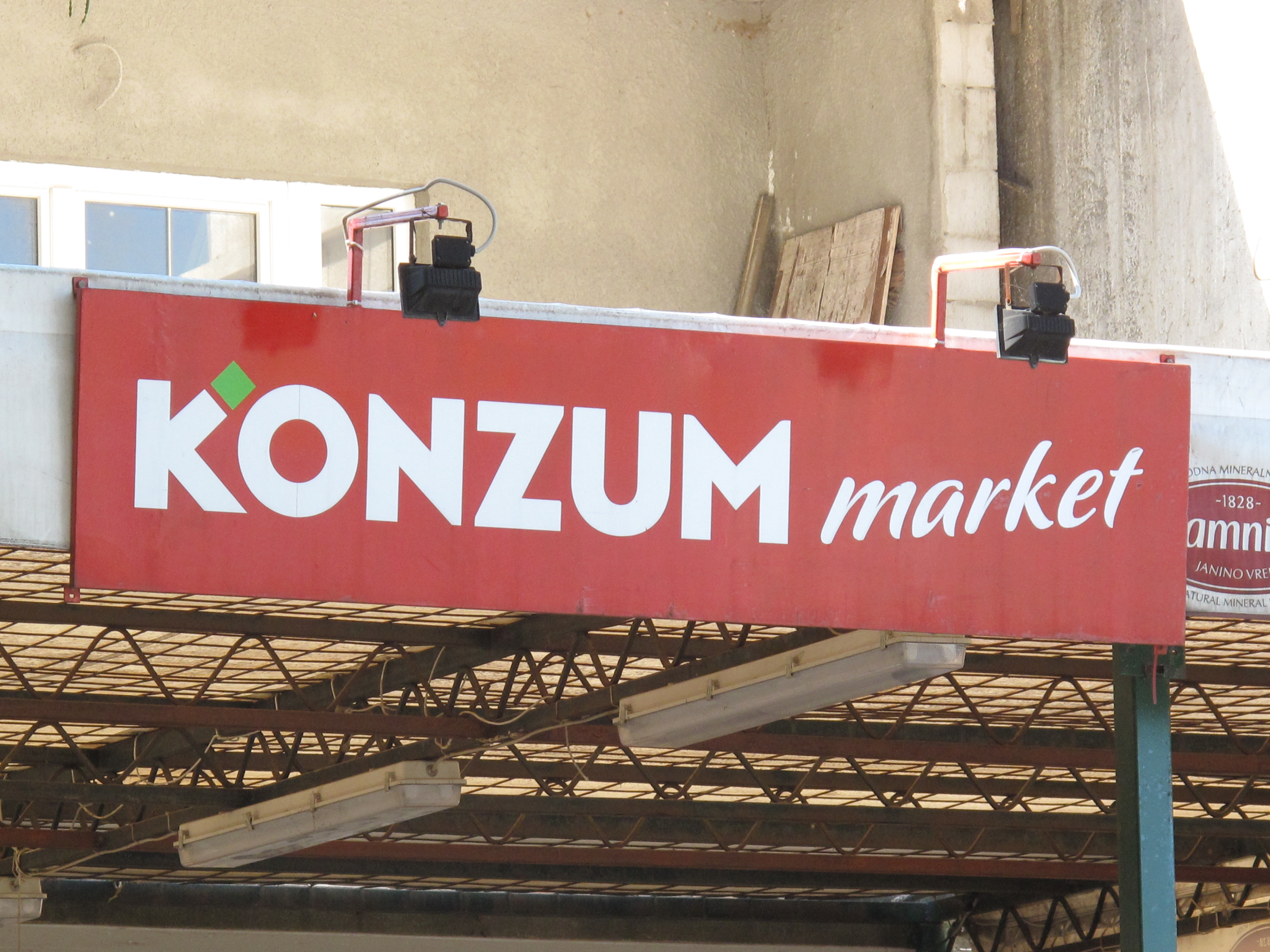
«Konzum» у Лумбарді

Магазини мережі відповідно до їх розміру дещо відрізняються назвою: «Konzum», «Konzum Maxi» і «Super Konzum».

### Konzum Maxi
«Конзум Максі» являє собою супермаркет середніх розмірів. Такі є в Дубровнику, Сісаку, Плоче, Вісі, Макарській, Спліті, Сіні, Шибенику, Кніні, Водиці, Задарі, Госпичі, Оточаці, Цриквениці, Крку, Пулі, Ровині, Умагу, Поречі, Рієці, Ястребарську, Загребі, Вараждині, Чаковці, Беловарі, Джакові, Славонському Броді, Осієку і Вінковцях. 

### Super Konzum
«Супер Конзум» — найбільший варіант супермаркетів «Konzum». Такі є в Чаковці, Джакові, Вінковцях, Славонському Броді, Загребі, Самоборі, Ястребарську, Огуліні, Рієці, Поречі, Пожезі, Задарі, Шибенику, Спліті, Кутині, Макарській, Дубровнику та Іванич-Граді. 

### Velpro
«Velpro» — боснійський дрібнооптовик, що входить до групи «Konzum». Перший «Velpro» було відкрито 2003 у Боснії та Герцеговині. Velpro має близько 14 магазинів у Хорватії, а також у Белграді (Сербія). 

### Idea
У Сербії та Чорногорії «Konzum» працює під брендом «Idea», а магазини залежно від розміру називаються «Idea», «Idea Super» або «Idea Extra». У місті Ніш кількість магазинів «Idea» найбільша (37), далі йде Белград (24). Інші супермаркети цієї мережі є в Новому Саді, Подгориці, Лесковаці, Суботиці, Вербасі, Борі, Сомборі, Ужиці, Кралєві, Валєві, Горнім Мілановці, Шабаці, Крагуєваці, Зренянині та в інших містах. 

### LDC
LDC (скорочення від Logističko-Distribucijski Centar «логістично-дистриб'юторський центр») — фірма-партнер «Konzum», що відповідає за складування товару. Її склади розміщені в Загребі, Спліті та Осієку. 